# Duran Duran (album de 1993)
Pour les articles homonymes, voir Duran Duran (homonymie) et Duran.
Ne doit pas être confondu avec Duran Duran (album de 1981).
Albums de Duran Duran
Liberty
(1990) Thank You
(1995)
Singles
1. Ordinary World
Sortie : décembre 1992 (US) / janvier 1993 (UK)
2. Come Undone
Sortie : 29 mars 1993
3. Too Much Information
Sortie : 23 août 1993 (UK)
4. Drowning Man
Sortie : 1993 USA seulement
5. None of the Above
Sortie : 1993 (Japon seulement)
6. Breath After Breath
Sortie : 1993 (Brésil seulement)
7. Femme Fatale
Sortie : 1993 (France seulement)

Duran Duran est le 7e album studio de Duran Duran, sorti en 1993. Il est également connu aussi sous le nom de The Wedding Album, pour le différencier de l'album homonyme Duran Duran sorti en 1981.

## Historique
Après les échecs des albums Big Thing et Liberty, l'avenir commercial de Duran Duran semble compromis. Pour travailler tranquillement sur son prochain opus, le groupe s'est aménagé un home studio dans la maison du guitariste Warren Cuccurullo à Londres qu'ils surnommeront « Privacy ». Par ailleurs, le batteur Sterling Campbell a quitté le groupe, pour notamment partir en tournée avec David Bowie dès 1992. Certains éléments seront enregistrés dans les studios londoniens de Maison Rouge et Matrix. Côté vie personnelle, la période de l'enregistrement de cet album sera marquée par la naissance de la seconde fille de Simon Le Bon, par le mariage de John Taylor avec l'actrice Amanda de Cadenet et par le divorce de Nick Rhodes et Julie Anne Friedman. 
À la fin de l'enregistrement à l'automne 1992, John Taylor et sa femme déménagent à Los Angeles où le bassiste développe son propre studio. Il découvre plus tard qu'un morceau a fuité sur une radio de Jacksonville en Floride. Impuissant, le groupe apprend cependant que la station a reçu une centaine d'appels téléphoniques d'auditeurs ayant adorés la chanson ! Il s'agit du futur tube Ordinary World.
Comme un symbole de la renaissance du groupe grâce à cette chanson, le groupe décide de nommer cet album Duran Duran, comme leur tout premier sorti en 1981. De plus, le groupe choisit d'afficher les photographies de mariage de leurs parents. L'album sera alors surnommé « The Wedding Album » (« l'album de mariage ») par la presse et les fans.
Contrairement aux précédents album, le groupe écrit ici des chansons davantage engagées et incisives, comme Too Much Information ou Sin of the City. Si la première évoque notamment la surinformation, la seconde raconte un incendie volontaire qui tua, en mars 1990, 87 personnes dans un 'social club' de New York.

### Le tubeOrdinary World
Simon Le Bon a écrit cette chanson en hommage à un ami d'enfance, David Miles, comme pour Do You Believe in Shame? (1989).
L'engouement des radios est tel que la maison de disques allait être obligée de revoir à la hausse sa stratégie commerciale en faveur du groupe. Ordinary World sera n°6 en Angleterre et n°3 aux États-Unis et top 10 dans de très nombreux pays.

## Les critiques
L'album reçoit un accueil mitigé, bien que certaines critiques souligne l'écriture, outre le premier single (récompensé par le prestigieux Ivor Novello Award), sur des chansons comme Love Voodoo, Come Undone (autre tube mondial) ou encore Sin of the City.
Dans le magazine français Rock & Folk - souvent opposé au style du groupe, on peut notamment lire « des textes dans l'ensemble vachement prise-de-tête » ou encore « autosuffisance affichée qui les a toujours rendus insupportables ».

## Un tournant dans la carrière du groupe
Sur le plan du son, cet album se distingue par une diversité à son paroxysme. Le groupe hésite entre les balades toutes guitares dehors (Ordinary World et Come Undone), le funk « princier » (Shotgun et UMF) ou la pop d'inspiration glam rock (Too Much Information ou To whom it may concern). La production conserve toutefois un aspect artisanal séduisant.
Cette collection de chansons parfois étonnantes a eu deux effets fondamentaux sur la carrière de Duran Duran : lui offrir un « come back » au premier plan, et modifier l'image du groupe, loin de l'univers des « teeny pop bands » où les critiques l'avaient pour la plupart si complaisamment exilé. De plus, l'album se vend à près de 7 millions d'exemplaires dans le monde. Une belle revanche pour les membres du groupe, après leur « traversée du désert » qu'ils ont connue après leur succès flamboyant de la première moitié des années 1980.

## Liste des titres
Toutes les chansons sont écrites et composées par Duran Duran, sauf exceptions notées.
| No  | Titre                                                | Durée |
| --- | ---------------------------------------------------- | ----- |
| 1.  | Too Much Information                                 | 4:56  |
| 2.  | Ordinary World                                       | 5:39  |
| 3.  | Love Voodoo                                          | 4:58  |
| 4.  | Drowning Man                                         | 5:15  |
| 5.  | Shotgun                                              | 0:54  |
| 6.  | Come Undone                                          | 4:38  |
| 7.  | Breath After Breath (Duran Duran, Milton Nascimento) | 4:58  |
| 8.  | UMF                                                  | 5:33  |
| 9.  | Femme Fatale (Lou Reed)                              | 4:21  |
| 10. | None of the Above                                    | 5:19  |
| 11. | Shelter                                              | 4:25  |
| 12. | To Whom It May Concern (Nick Rhodes)                 | 4:24  |
| 13. | Sin of the City                                      | 7:14  |

| 1. | Time for Temptation (version alternative) | 3:46 |
| 2. | Stop Dead (edit)                          | 3:52 |

| 1. | Falling Angel                                 | 4:35 |
| 2. | Stop Dead                                     | 4:31 |
| 3. | Time for Temptation                           | 4:09 |
| 4. | Come Undone (12" mix - Comin' Together)       | 7:21 |
| 5. | Ordinary World (version acoustique)           | 5:07 |
| 6. | Too Much Information (David Richards 12" mix) | 4:14 |

## Crédits
Duran Duran
- Simon Le Bon : chant
- Nick Rhodes : claviers
- John Taylor : basse sauf sur (6)
- Warren Cuccurullo : guitares acoustique et électrique

Autres
- John Jones : programmation, claviers, batterie sauf sur (1, 2, 7, 9), basse sur (6)
- Lamya : chœurs (3)
- Tessa Niles : chœurs (6)
- Milton Nascimento : chœurs (7)
- Karen Hendrix, Jack Merigg : Sampling vocal (4)
- Steve Ferrone : batterie (1, 2), percussions (10)
- Vinnie Colaiuta : batterie (7)
- Bosco : percussions (7)